# Kułak (herb szlachecki)

Herb

Kułak – herb szlachecki.

## Opis herbu
W polu czerwonym, między gwiazdą złotą a półksiężycem - topór srebrny, z dwoma małymi kawaleryjskimi krzyżami przy prawym boku trzonka.

## Najwcześniejsze wzmianki
(tu podaj kiedy i w jakich dokumentach pojawił się ten herb)

## Herbowni
Kułak, Kułakowicz, Około-Kułak, Kułak-Kułakowski, Kułagowski, Kułakowski